# Ligne 5 du métro de Wuhan
La ligne 5 du métro de Wuhan est une ligne du réseau métropolitain de Wuhan en Chine. Inaugurée le 26 décembre 2021, elle relie parallèlement à la rive droite du fleuve Yangzi les terminus Zhongyiyaodaxue, l'université de médecine chinoise du Hubei (中医药大学, en chinois et Hubei University of Chinese Medicine en anglais) et Wuhanzhan Dongguangchang, littéralement « Gare de Wuhan - Place de l'Est » où se trouve la gare de Wuhan. Elle comporte 25 stations pour 34,6 kilomètres.

## Historique
Cette ligne de métro, longue de 34,6 km, est mise en service le 26 décembre 2021, le même jour que le prolongement de la ligne 6 de cinq stations entre Jinyinhu Gongyuan et Xincheng Shiyilu et l'ouverture de la ligne 16 et ses douze stations. Elle aura à terme 37 stations pour 48,6 kilomètres.

## Histoire

### Chronologie
- 26 décembre 2021 : Zhongyiyaodaxue - Wuhanzhan Dongguangchang[1]

## Tracé et stations
La ligne dessert 25 stations sur 34,6 km sur la rive droite et au sud du fleuve Yangzi desservant le centre du pôle urbain. Elle est en correspondance avec les lignes 2, 4, 7 et 8 du métro de Wuhan.

### Liste des stations
|  |   |  |  | Station                  | Nom en chinois | Traductions                                                               | Coordonnées                   | Correspondances      |
|  | - |  |  | ------------------------ | -------------- | ------------------------------------------------------------------------- | ----------------------------- | -------------------- |
|  | O |  |  | Zhongyiyaodaxue          | 中医药大学     | Université de médecine chinoise (en) Hubei University of Chinese Medicine | 30° 27′ 23″ N, 114° 15′ 50″ E |                      |
|  | o |  |  | Baisha Liulu             | 白沙六路       | (en) Baisha 6th Road                                                      | 30° 28′ 16″ N, 114° 17′ 18″ E |                      |
|  | o |  |  | Guangxia                 | 光霞           |                                                                           | 30° 28′ 52″ N, 114° 17′ 17″ E | 12 (en construction) |
|  | o |  |  | Zhangjiawan              | 张家湾         |                                                                           | 30° 29′ 52″ N, 114° 17′ 19″ E |                      |
|  | o |  |  | Fenghuocun               | 烽火村         |                                                                           | 30° 30′ 42″ N, 114° 17′ 38″ E |                      |
|  | o |  |  | Bapujie                  | 八铺街         | Rue Bapu (en) Bapu Street                                                 | 30° 31′ 22″ N, 114° 17′ 44″ E |                      |
|  | o |  |  | Fuxinglu                 | 复兴路         | Rue Fuxing (en) Fuxing Road                                               | 30° 32′ 12″ N, 114° 17′ 47″ E | 4                    |
|  | o |  |  | Pengliuyang              | 彭刘杨         |                                                                           | 30° 32′ 36″ N, 114° 17′ 46″ E |                      |
|  | o |  |  | Simenkou - Huanghelou    | 司门口黄鹤楼   | Simenkou - Tour de la Grue jaune (en) Simenkou & Yellow Crane Tower       | 30° 32′ 57″ N, 114° 17′ 49″ E | 13 (en construction) |
|  | o |  |  | Tanhualin - Wushengmen   | 昙华林武胜门   | (en) Tanhualin & Wushengmen                                               | 30° 33′ 24″ N, 114° 18′ 00″ E |                      |
|  | o |  |  | Jiyuqiao                 | 积玉桥         | Pont Jihu                                                                 | 30° 33′ 47″ N, 114° 18′ 11″ E | 2                    |
|  | o |  |  | Sancenglou               | 三层楼         |                                                                           | 30° 34′ 18″ N, 114° 18′ 33″ E |                      |
|  | o |  |  | Sanjiaolu                | 三角路         | Rue Sanjiao (en) Sanjiao Road                                             | 30° 35′ 01″ N, 114° 19′ 12″ E |                      |
|  | o |  |  | Xujiapeng                | 徐家棚         |                                                                           | 30° 35′ 35″ N, 114° 19′ 43″ E | 7 8                  |
|  | o |  |  | Yangyuan - Tiesiyuan     | 杨园铁四院     |                                                                           | 30° 36′ 08″ N, 114° 20′ 17″ E |                      |
|  | o |  |  | Yujiatou                 | 余家头         |                                                                           | 30° 36′ 36″ N, 114° 20′ 49″ E | 10 (en construction) |
|  | o |  |  | Kepu Gongyuan            | 科普公园       | Parc scientifique (en) Science Park                                       | 30° 37′ 13″ N, 114° 21′ 35″ E | 12 (en construction) |
|  | o |  |  | Jianshe Erlu             | 建设二路       | Jianshe - 2e rue (en) Jianshe 2nd Road                                    | 30° 37′ 38″ N, 114° 22′ 16″ E |                      |
|  | o |  |  | Heping Gongyuan          | 和平公园       | Parc Heping (en) Heping Park                                              | 30° 38′ 01″ N, 114° 22′ 52″ E |                      |
|  | o |  |  | Honggangcheng            | 红钢城         |                                                                           | 30° 38′ 29″ N, 114° 23′ 47″ E |                      |
|  | o |  |  | Qingyiju                 | 青宜居         |                                                                           | 30° 38′ 41″ N, 114° 24′ 51″ E |                      |
|  | o |  |  | Gongrencun               | 工人村         | Village des ouvriers                                                      | 30° 38′ 01″ N, 114° 25′ 13″ E |                      |
|  | o |  |  | Wugang                   | 武钢           |                                                                           | 30° 37′ 15″ N, 114° 25′ 56″ E |                      |
|  | o |  |  | Changqian                | 厂前           |                                                                           | 30° 36′ 49″ N, 114° 25′ 44″ E |                      |
|  | O |  |  | Wuhanzhan Dongguangchang | 武汉站东广场   | Gare de Wuhan - Place de l'Est (en) East Square of Wuhan Railway Station  | 30° 36′ 30″ N, 114° 25′ 18″ E |                      |